# Defenestracja (czynność)

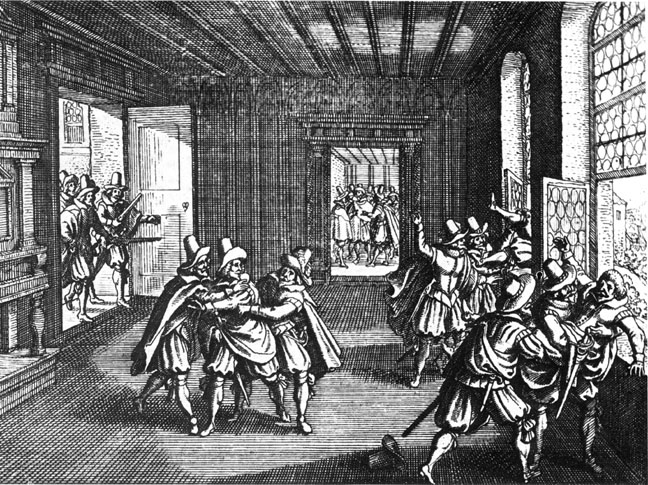
Defenestracja praska z 1618 roku przedstawiona przez Matthäusa Meriana

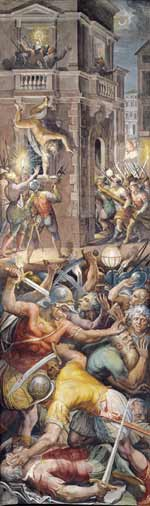
Noc świętego Bartłomieja w przedstawieniu Giorgio Vasariego

Defenestracja – akt wyrzucenia kogoś lub czegoś przez okno. Słowo pochodzi od łacińskiego de („z, od”) + fenestra („okno”). Jedną z najszerzej znanych defenestracji jest defenestracja praska. Defenestracje są często sposobem zabójstwa z przyczyn politycznych, formą samosądu, czy też upozorowanym samobójstwem.
Defenestracje występują już w Biblii, np. w 2 Księdze Królewskiej, gdzie królowa Jezebel zostaje zgładzona przez wyrzucenie przez okno.
Historyczne defenestracje:
- w 1383 roku biskup Dom Martinho został wyrzucony przez okno przez obywateli Lizbony w rezultacie podejrzeń o spiskowanie z Kastylijczykami w czasie, gdy oblegali oni Lizbonę.
- 18 lipca 1418 roku miała miejsce defenestracja wrocławska.
- 30 lipca 1419 roku miała miejsce pierwsza defenestracja praska. Podczas wojen husyckich defenestracji przez okno ratusza uległo siedmiu katolickich rajców.
- 26 kwietnia 1478 roku defenestracji uległ Jacopo de’ Pazzi, po upadku spisku Pazzich mającego na celu pozbawienie życia władcy Florencji Lorenzo Mediciego.
- Rankiem 1 grudnia 1640 roku grupa arystokratów pragnących przywrócić Portugalii pełną niepodległość rozpoczęła rewolucję wspieraną przez lud. Znienawidzonego Miguela de Vasconscelosa, Sekretarza Stanu, znaleźli ukrytego w szafie, zabili, a następnie wyrzucili przez okno.
- Rewolucja 1848 roku we Francji wywołała zamieszki w Niemczech. Kiedy w Kolonii rozsierdzony tłum wtargnął do ratusza, trzech rajców w przystępie paniki wyskoczyło przez okno; jeden z nich połamał obie nogi. Wydarzenie to przeszło do historii jako „defenestracja kolońska”.
- 10 marca 1948 roku znaleziono w Pradze martwe ciało Jana Masaryka, czechosłowackiego ministra spraw zagranicznych. Oficjalne śledztwa z lat 1948 i 1968 uznawały tę śmierć za samobójczą. Śledztwo z roku 2004 stwierdziło morderstwo polityczne.
- 18 czerwca 1969 roku znaleziono ciało Jerzego Zawieyskiego, prozaika i działacza polityczego, który zginął, wypadając z okna trzeciego piętra szpitala. Oficjalna wersja uznała jego śmierć za samobójstwo, lecz liczne poszlaki wskazują, że mogło być to morderstwo polityczne[1][2].
- 2 marca 2007 roku rosyjski dziennikarz Iwan Safronow, badający uwikłanie Kremla w handel bronią, wypadł ze skutkiem śmiertelnym z okna na piątym piętrze. Istnieją spekulacje, iż miało to związek z tematyką jego artykułów[3][4][5].